# Kabupaten de Penajam Paser du Nord

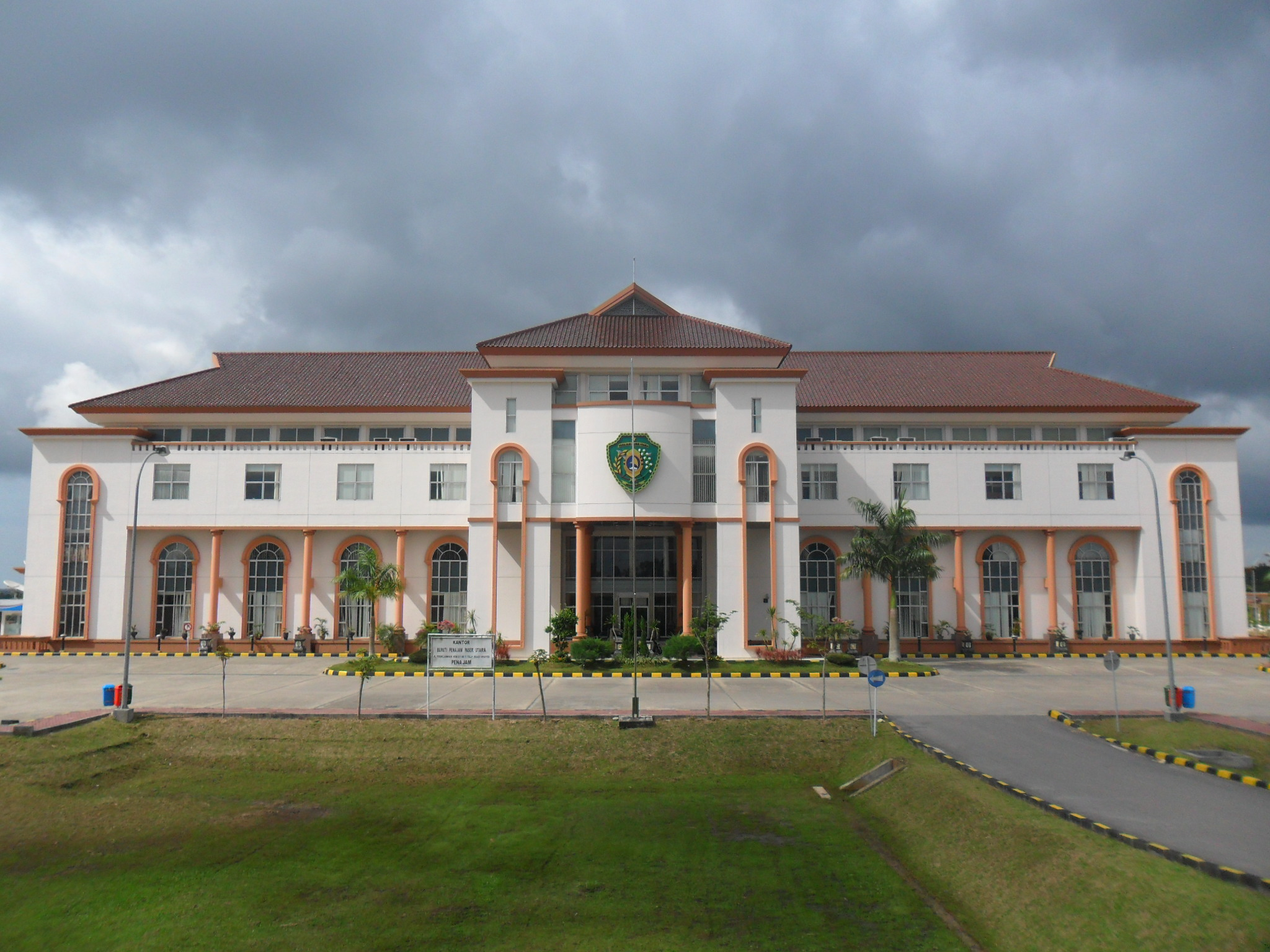
Le bureau du bupati de Penajam Paser Utara

Le kabupaten de Penajam Paser du Nord, en indonésien Kabupaten Penajam Paser Utara, est un kabupaten de la province indonésienne Kalimantan oriental dans l'île de  Bornéo. Son chef-lieu est Penajam.

## Géographie
Le kabupaten est bordé :
- au nord, par celui de Kutai Kartanegara ;
- à l'est, par le détroit de Makassar et la ville de Balikpapan ;
- au sud, par le kabupaten de Paser ;
- à l'ouest, par celui de Kutai occidental.

Le parc forestier de Bukit Soeharto est situé en partie dans le kabupaten de Penajam Paser du Nord.

## Histoire
Penajam Paser Utara a été créé en 2002 par détachement du kabupaten de Paser.
Son territoire est constitué d'une partie de l'ancien royaume de Pasir.

## Administration
Le Kabupaten de Penajam Paser du Nord est divisé en quatre "kecamatan", listés ci-dessous:
| Name    | Population Recensement 2010 |
| ------- | --------------------------- |
| Babulu  | 29,434                      |
| Waru    | 15,642                      |
| Penajam | 66,983                      |
| Sepaku  | 30,863                      |